# Municipio de Juárez (Chiapas)
El municipio de Juárez es un municipio ubicado en el estado mexicano de Chiapas. Según el censo de 2020, tenía una población de 21,807 habitantes.
Está ubicado en el extremo noroeste del territorio del estado. Su cabecera es la ciudad del mismo nombre.

## Geografía
El municipio de Juárez se encuentra localizado en el noroeste del territorio estatal, en los límites con el estado de Tabasco, y forma parte de la región económica denominada como Región V Norte. Su extensión territorial es de 742.8 kilómetros cuadrados. Sus coordenadas geográficas extremas son 17° 33' - 17° 50' de latitud norte y 93° 00 - 93° 23' de longitud oeste y su altitud es de 120 metros sobre del nivel del mar.
El municipio limita al norte con el municipio de Reforma y al sur con el municipio de Pichucalco. Al oeste y al este limita con el estado de Tabasco, al oeste con el municipio de Huimanguillo, al noreste con el municipio de Centro y al sureste con el municipio de Teapa.

## Demografía
De acuerdo a los resultados del Censo de Población y Vivienda realizado en 2020 por el Instituto Nacional de Estadística y Geografía, la población total del municipio de Juárez es de 21 807 habitantes.
La densidad poblacional del municipio es de 29.29 habitantes por kilómetro cuadrado.

### Localidades
En el censo de 2020 el municipio de Juárez contaba con 48 localidades.
| Código INEGI      | Localidad                  | Población (2020) |
| ----------------- | -------------------------- | ---------------- |
| 070480001         | Juárez                     | 7 809            |
| 070480045         | Nuevo Volcán Chichonal     | 1 320            |
| 070480033         | El Triunfo primera sección | 1 209            |
| 070480005         | Doctor Belisario Domínguez | 744              |
| Otras localidades | Otras localidades          | 10 725           |
| Total municipal   | Total municipal            | 21 807           |

## Política

### Representación legislativa
Para la elección de diputados locales al Congreso del Estado de Chiapas y de diputados federales a la Cámara de Diputados federal, el municipio de Juárez se encuentra integrado en los siguientes distritos electorales:
Local:
- Distrito electoral local 12 de Chiapas con cabecera en Pichucalco.[11]

Federal:
- Distrito electoral federal 4 de Chiapas con cabecera en Pichucalco.[12]